# Трескин, Сергей Алексеевич
Сергей Алексеевич Трескин (1902—1941) — главный конструктор ЦИАМ, заведующий кафедрой моторостроения МАИ.
Окончил МАИ и работал там же до 1935 года в штате, затем как совместитель. В 1933—1937 гг. заведующий кафедрой моторостроения. Читал курсы «Авиадвигатели» и «Конструкция авиадвигателей».
Руководимая им группа в 1935 г. создала агрегат центрального наддува АЦН-1.
С 1935 г. главный конструктор ЦИАМа. Занимался разработкой мощного поршневого двигателя для многомоторных самолётов, нагнетателей («нагнетатель Трескина»), совершенствованием моторов водяного охлаждения М—44.
Кандидат технических наук (1939, без защиты диссертации).
Умер 1 марта 1941 года от прободения язвы желудка. Похоронен на Новодевичьем кладбище (2 участок).
Постановлением СНК СССР № 567 от 18 марта 1941 «О выдаче единовременных пособий и назначении пенсий семье умершего главного конструктора ЦИАМ Сергея Алексеевича Трескина» его жене Елене Андреевне Трескиной, матери Надежде Сергеевне Трескиной, сыну Сергею и дочери Наталии назначены персональные пенсии.